# Samurai Champloo
Samurai Champloo (サムライチャンプルー, Samurai Chanpurū) é uma série de anime dirigida por Shinichiro Watanabe, famoso por Cowboy Bebop. A série se passa numa versão fictícia do Período Edo, misturando elementos reais da época com elementos modernos como hip-hop. O nome "champloo" vem de uma palavra do dialeto de Okinawa, "Champuruu" que significa "misturar".
O anime foi ao ar no Japão pela Fuji TV de 20 de maio de 2004 a 19 de março de 2005. No Brasil, foi exibido pelo canal pago Cartoon Network no bloco Toonami de forma inédita entre 18 de setembro a 31 de outubro de 2006, com duas reprises de 1º de novembro a 14 de dezembro e 18 de dezembro até 31 de janeiro de 2007. Foi também exibido semanalmente pelo PlayTV no bloco Otacraze entre maio de 2007 a fevereiro de 2008. Ambos sob dublagem do estúdio carioca Som de Vera Cruz.
Samurai Champloo também recebeu uma adaptação para mangá na revista Shonen Ace de agosto de 2004 a outubro de 2004. Também foi publicado no Brasil em 2006, pela Panini Comics.

## História
Fuu, uma jovem de 15 anos, quer encontrar "o samurai com cheiro de girassol", e tudo o que sabe a respeito dele é que ele habita a outra extremidade do Japão. No seu caminho, cruza com Mugen, um vagabundo de 20 anos, e Jin, um ronin de 20 anos, que deverão segui-la devido a uma aposta estupidamente perdida.
O mangá se passa na Era Tokugawa, quando os estrangeiros eram proibidos de pisar em solo japonês; quando a religião cristã era proibida e em que todos os que praticavam esta religião ocidental eram perseguidos e mortos. E sobretudo, é a época em que a idade de ouro dos samurais começa a chegar ao fim, onde antigas famílias respeitáveis se tornam elevados funcionários, abandonando a espada em proveito da caneta e da política.
É nesta época de mudanças radicais no Japão que os três atravessam o País do sol nascente. Mugen e Jin fazem parte da última geração de samurais mas não espere mais sobre o curso de história porque poderá observar ao fim dos episódios que certas coisas foram acrescentadas, como por exemplo o fato de certas pessoas praticarem o human beat box. Ou então quando um grupo de jovens faz tags sobre murados dos castelos. Enfim, há uma mistura entre o estilo oriental e o hip hop, assim como em Cowboy Bebop (outra série do mesmo estúdio) que mistura ficção científica com jazz e blues.

## Personagens
- Mugen

Idade: 20 anos.
Personagem surpreendente, com estilo inspirado no break dance. De uma rapidez fulgurante e uma força, técnica e agilidade fora do comum, percorre o Japão sem saber o porquê. Habituado muito jovem a esclarecer-se muito único, demonstra muita técnica na arte da fuga. Mugen desde muito pequeno entrou em uma gangue de piratas que roubava para viver. Mugen teve que fazer várias escolhas na sua vida, e dentre elas nem todas ele escolheu bem. Vindo de Okinawa segue sua Jornada com seus mais novos companheiros.
- Jin

Idade: 20 anos.
Ele é o oposto de Mugen, sendo um ronin calmo e austero viajando pelo Japão após forçadamente matar seu mestre, adotando o uso de óculos para se disfarçar. Ele é um mestre em mujushinken, um estilo de kenjutsu criado no começo do período Edo por Harigaya Sekiun. Um rascunho de Watanabe apontava Jin como um anarquista, porém sua personalidade e design mudaram durante a produção. Voz Original: Japonesa Ginpei Sato, e no Brasil por José Luiz Barbeito
- Fûu

Idade: 15 anos.
É quem busca Mugen e Jin para ajudá-la. Ela é uma jovem alegre e espirituosa. Sua ocupação é uma faz tudo devido sua constante mudança entre empregos de meio período, iniciando a obra trabalhando como uma garçonete. Ela tem um esquilo voador de estimação chamado Momo. Um alívio cômico recorrente é Fûu temporariamente engordar depois de comer bastante. Das três personagens, a personalidade de Fûu foi a que menos mudou em relação ao conceito original de Watanabe, apesar de seu design ter sofrido revisões maiores para a tornar mais convenientemente mais bela. Voz Original: Japonesa Ayako Kawasumi e no Brasil por Iara Riça.

## Anime
O anime possui 26 episódios.

### Trilhas Sonoras
Assim como Cowboy Bebop que mistura um clima de ficção cientifica com a música blues e jazz, Samurai Champloo une-se com o hip-hop, uma união que tem um resultado bem interessante. As trilhas sonoras do anime são compostas por artistas do hip-hop japonês como Nujabes, Force of Nature, Minmi e Midicronica, assim como de americanos como Fat Jon, entre outros, em um trabalho primoroso, a começar pelo tema de abertura, "Battlecry" (Nujabes feat. Shing 02), que resume a ideia central do anime em suas letras:
"Afiada como o corte de uma espada de um samurai.

A lâmina mental corta a carne e o osso.

Apesar da minha mente estar em paz, o mundo está um caos.

Depois do calor, a vida fica mais fria.

Sim, eu preciso achar o meu caminho."